# جاكسون ماكراكين
جاكسون ماكراكين (بالإنجليزية: Jackson McCracken)‏ (9 أكتوبر 1992 في الولايات المتحدة - ) هو لاعب كرة قدم أمريكي في مركز الدفاع. لعب مع Capital FC ‏ وOrange County SC ‏ وOrange County SC U-23 ‏.